# Achryson lineolatum
Achryson lineolatum là một loài bọ cánh cứng trong họ Cerambycidae.